# マイク・リー (アメリカ合衆国の政治家)

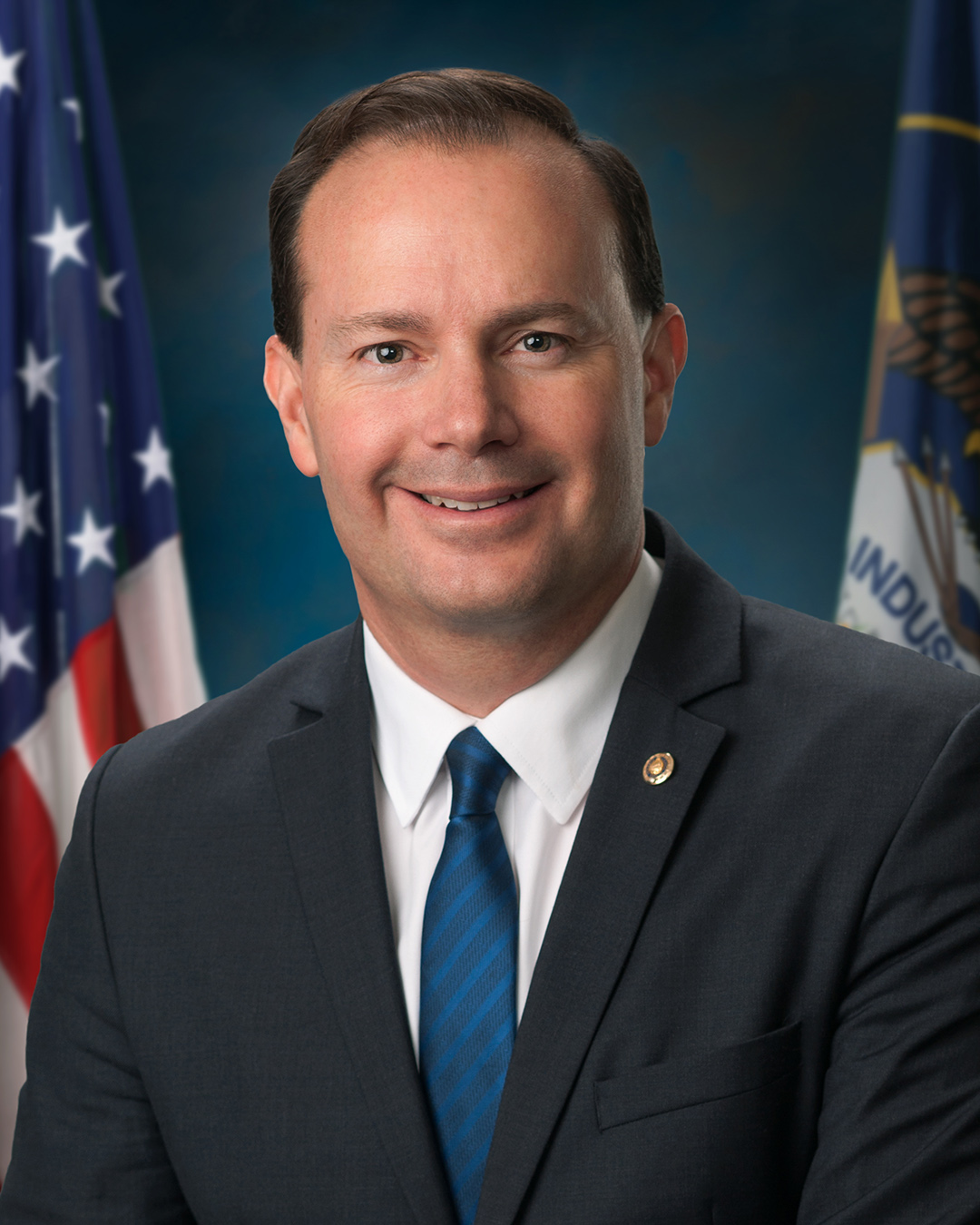
公式写真

マイケル・シャムウェイ・リー（英語: Michael Shumway Lee、1971年6月4日 - ）は、アメリカ合衆国の政治家、弁護士。同国上院議員（共和党）。2010年の選挙において当選し、2011年より上院議員となった。

## その他
- 2020年10月2日に新型コロナウイルス感染症の陽性判定を受け、10日間在宅勤務を行なった[1]。
- 2021年5月に、日本で死亡事故を起こし日本で服役中だった米軍人のリッジ・アルコニスの帰国・釈放の働きかけを、米国政府中枢などに行った[2][3]。その後2024年1月にアメリカで釈放されたが、マイク・リーは日本政府に謝罪を要求した[4][5]。